# Besetzung der polnischen Botschaft in Bern
|  | Info zur Audio-Datei |

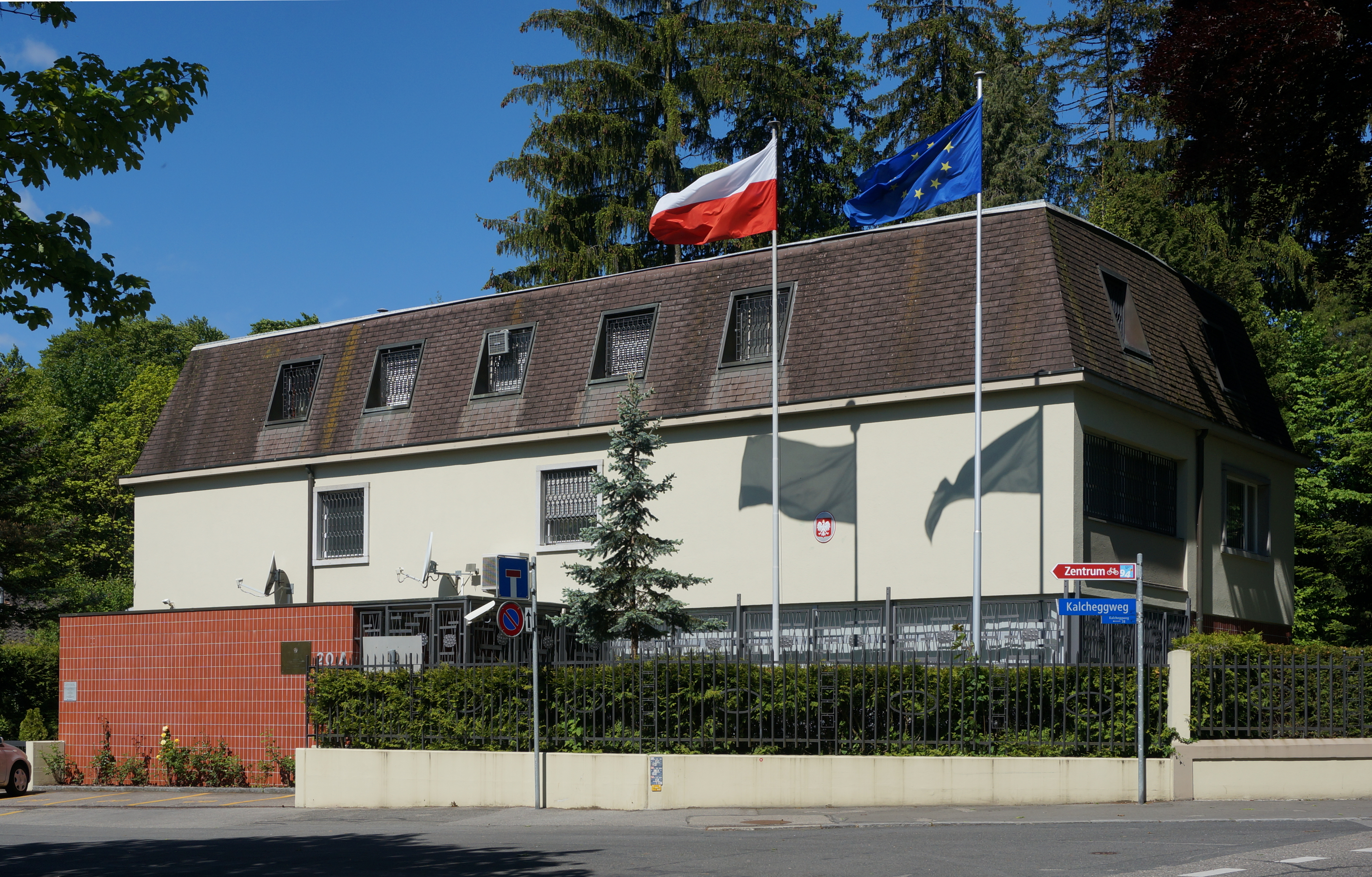
Das heutige Konsulatsgebäude der polnischen Botschaft in Bern (2014)

Die Besetzung der polnischen Botschaft in Bern von 1982 war eine politisch sowie finanziell motivierte Geiselnahme.

## Ablauf
Eine Gruppe von vier Exilpolen besetzte am Montag, dem 6. September 1982 die Botschaft der Volksrepublik Polen in der Schweiz und nahm mehrere der im diplomatischen Dienst stehenden Botschaftsmitarbeiter als Geiseln. Die Gruppe forderte die Aufhebung des Kriegsrechts in Polen sowie die Freilassung politischer Gefangener und drohte mit der Übergabe geheimer Akten an die schweizerischen Behörden und der Sprengung des Botschaftsgebäudes. Die vier Geiselnehmer bezeichneten sich als Mitglieder der «Aufständischen Heimatarmee» (poln. Powstańcza Armia Krajowa), die für den tödlichen Zwischenfall bei der Entwaffnung von Zdzisław Karos, einen Angehörigen der polnischen Bürgermiliz am 18. Februar 1982 verantwortlich gemacht wurde. Rädelsführer der in Polen als Terroristen bezeichneten Gruppe war Florian Kruszyk, ein wegen krimineller Delikte gesuchter ehemaliger Mitarbeiter des polnischen Staatssicherheitsdienstes. Laut niederländischer und österreichischer Nachrichtendienste und auch laut Meinung des Historikers Peter Collmer handelte es sich nicht um einen politischen Überzeugungstäter.
In die Verhandlungen unter Leitung des Bundesrats Kurt Furgler wurde auch der Dominikanerpater Joseph Maria Bocheński eingeschaltet. Die polnischen Behörden beabsichtigten zunächst die Botschaft mit Hilfe eines eigenen Sonderkommandos zu stürmen. Als die Situation für die Geiselnehmer immer auswegloser wurde, forderten sie gegen Ende statt der politischen Massnahmen nur noch ein Lösegeld und die Möglichkeit der Flucht ins Ausland, vorzugsweise nach Albanien. Die Geiselnahme wurde schliesslich von der Sondereinheit «Stern» der Stadtpolizei Bern am Morgen des Donnerstags, 9. September 1982, nach der Lieferung des Frühstücks (mit Lärm-, Gas- und Blendpetarden) beendet, ohne dass ein Schuss abgefeuert wurde. Wie 2013 bekannt wurde, kopierten Schweizer Behörden in einer völkerrechtswidrigen Aktion nach der Befreiung Spionageakten der Botschaft.
Vor der Beendigung der Besetzung waren bis am Mittwochabend von den ursprünglich 14 Geiseln bis auf deren fünf alle freigelassen worden. Die Geiselnehmer wurden zu mehrjährigen Haftstrafen verurteilt, darunter Kruszyk zu sechs Jahren. Eine Auslieferung nach Polen wurde von den schweizerischen Behörden abgelehnt.

## Verfilmung
1984 verfilmte der polnische Regisseur Janusz Kidawa die Geiselnahme unter dem Titel «Ultimatum».